# Сильнейший удар 2
«Сильнейший удар 2» — кинофильм 1996 года выпуска о боевых искусствах, снятый режиссёром Полом Зиллером. Продолжение фильма «Сильнейший удар». Темой сюжета фильма является борьба с подпольными боями без правил, организуемыми флоридской мафией.

## Сюжет
Полицейский Роулинс, сын которого погибает, связавшись с мафиози, решает покончить с организаторами поединков. Он обращается за помощью к сэнсэю Шинго (Боло Йен), Акуле (Бретт Кларк), Нику (Майкл Бернардо), Рубену (Уильям Забка). Герои побеждают своих соперников на подпольном соревновании и обращают на себя внимание Ланса, лидера бандитов (который и убил сына полицейского). Ланс — брат Шинго, обокравший их отца и бежавший с деньгами. Однако преступники разоблачают замысел героев, бандиты захватывают Рубена (пристрелив при этом его любовницу), Акулу и Ника (пустив в ход скрытый газовый баллон в машине) и Шинго. Преступники вынуждают пленников участвовать в боях. В схватках Акула побеждает Саргона, а Ник — его товарища. Акула и Рубен отказываются сражаться друг с другом, после чего бандит убивает Акулу. Героям удаётся разоружить бандитов, после чего Шинго побеждает в поединке Ланса. Побеждённый злодей вонзает меч себе в живот.

## В ролях
- Боло Йен — Шинго
- Джо Сон — Ланс
- Майкл Бернардо — Ник Уокер
- Уильям Забка — Рубен
- Бретт Бакстер Кларк — Акула
- Чейз Рэндольф — Роулинс
- Кристин Эйзенберг/en:Kristy Eisenberg — Шерри
- Сезар Карньеро/César Carneiro — бразильский боец
- Тони де Леон/Tony De Leon — Саргон
- Мадуса — Участница боя женщин
- Майк Нанн/Mike Nunn — боец Паскаль